# Мавпа, що розмовляє
«Мавпа, що розмовляє» — радянський комедійний художній фільм 1991 року режисера Георгія Овчаренка виробництва студії «Фенікс-фільм».

## Сюжет
Біля воріт церкви, яку відвідує багато відомих людей, просить милостиню Едик. З ним просять милостиню величезна собака породи московська сторожова й інші тварини. Однак він не жебрак, їздить на «Мерседесі», а його тварини дресировані, щоб красти; мавпочка на прізвисько Ной лише прикидається тією, що говорить.

## У ролях
- Армен Джигарханян —  Едик, аферист-дресирувальник
- Борис Новиков —  Васильович, сторож зоопарку
- Валерій Золотухін —  Мішуткін
- Михайло Кокшенов —  Юра
- Віктор Іллічов —  Донишкін
- Олександр Леньков —  Коля Марьїн, власник крокодила
- Людмила Нільська —  коханка Едіка
- Наталія Крачковська —  покупчиня крокодила
- Тетяна Догілєва —  Наталія
- Баадур Цуладзе —  Булат
- Володимир Грамматиков —  Мишкін
- Роман Філіппов —  Щука
- Юрій Медведєв —  голова комісії
- Олександр Пятков —  водій котка
- В ролі Ноя знялася шимпанзе на прізвисько Джуля (дресирувальник — Азіз Аскарян)
- Собака московська сторожова на прізвисько Кльопа (дресирувальниця — Лідія Колотилова)

## Знімальна група
- Автор сценарію:  Георгій Овчаренко
- Режисер:  Георгій Овчаренко
- Оператор: Всеволод Симаков
- Художник: Володимир Савостьянов
- Композитор: Едуард Богушевський